# Tipula (Yamatotipula) nova
Tipula (Yamatotipula) nova is een tweevleugelige uit de familie langpootmuggen (Tipulidae). De soort komt voor in het Palearctisch en Oriëntaals gebied.